# Emil Kraepelin
Emil Kraepelin (1856 – 1926) va ser un psiquiatre alemany. H. J. Eysenck en la seva Encyclopedia of Psychology l'identifica com el fundador de la psiquiatria moderna i científica i també de la psicofarmacologia i la genética psiquiàtrica. Kraepelin creia que l'origen de les malalties psiquiàtriques es trobava en mal funcionament dels processos biologics i genètics. Les seves teories van dominar la psiquiatria a principi del segle xx i malgrat la posterior influència de la psicodinàmica de Sigmund Freud i els seus deixebles, va tenir un revival a finals del segle xx

## Biografia
El pare de Kraepelin era un músic i cantant d'òpera. Emil nasqué a Neustrelitz, al Ducat de Mecklenburg-Strelitz, Alemanya. El seu germà gran Karl, que més tard va ser director del Museu de Zoologia de Hamburg, li ensenyà.

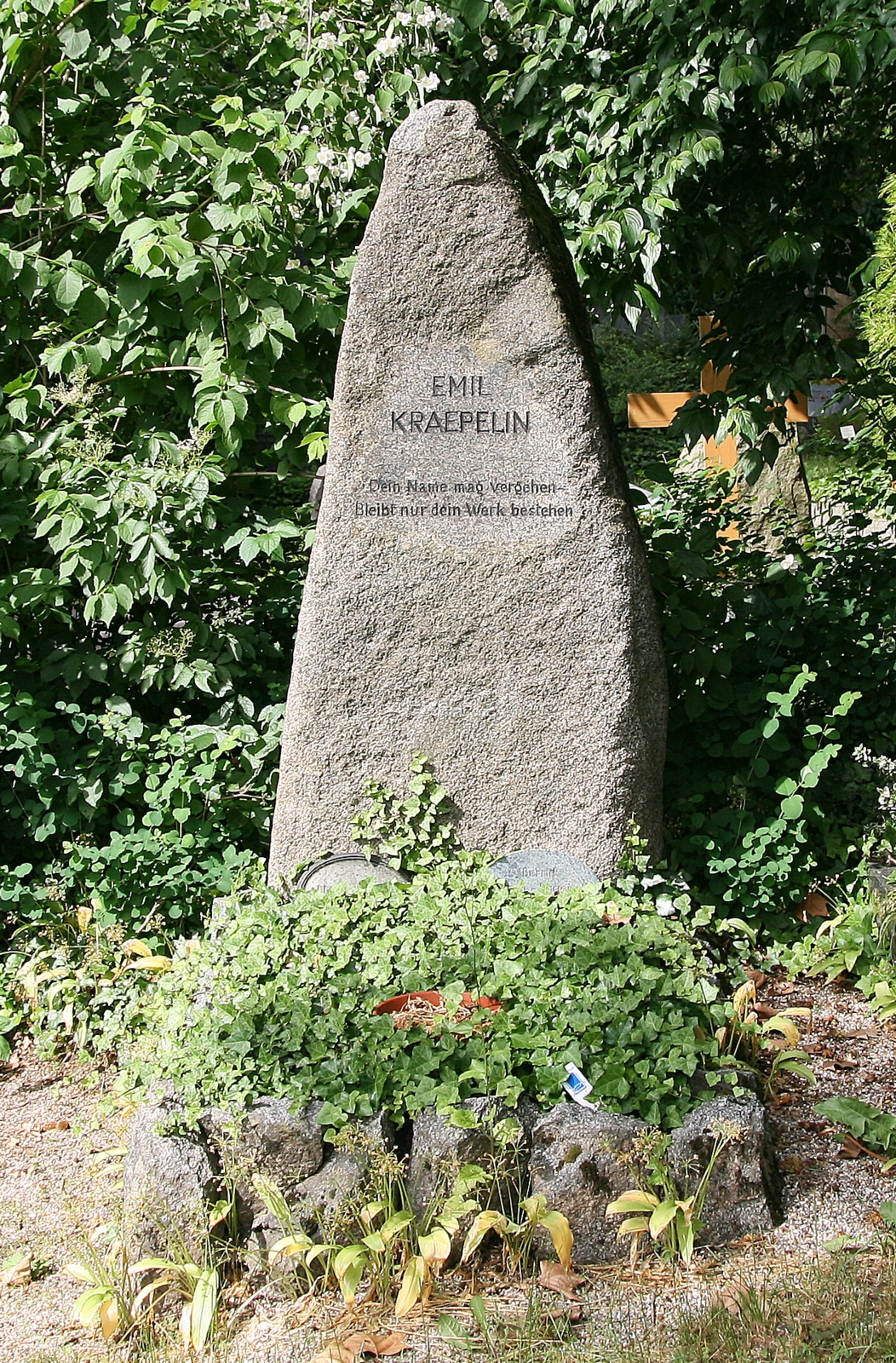
Tomba a Heidelberg (2008)

Kraepelin estudià medicina i neuropatologia a Leipzig sota Paul Flechsig i psicologia experimental amb Wilhelm Wundt. Kraepelin es va doctorar l'any 1878 i va fer la seva tesi sota Bernhard von Gudden a la Universitat de Múnic, amb el títol, "El Lloc de la Psicologia dins la Psiquiatria". Va tornar a la Universitat de Leipzig l'any 1882, va treballar a la clínica de neurologia de Wilhelm Heinrich Erb i en el laboratori de psicofarmacologia de Wundt.
La principal obra de Kraepelin és, Compendium der Psychiatrie: Zum Gebrauche für Studirende und Aertze (Compendi de Psiquiatria per a Ús d'Estudiants i Metges), que va ser publicat per primera vegada l'any 1883 i va ser expandit posteriorment en edicions com Ein Lehrbuch der Psychiatrie (Un Llibre de text: Fonaments de la Psiquiatria i la Neurociència). En ell, argumentava que la psiquiatria era una branca de la ciència mèdica i hauria de ser investigada mitjançant l'observació i l'experimentació tal com es fa en les altres ciències naturals. Va demanar que es fes recerca sobre les causes físiques de les malalties mentals, i començà a establir els fonaments de la classificació moderna dels trastorns mentals. Kraepelin proposà que tot estudiant els historials dels casos i identificant els trastorns específics, es podria predir la progressió de la malaltia.
El 1886, Kraepelin va ser nomenat Professor de Psiquiatria de la Universitat de Dorpat (tactualment la Universitat de Tartu) en l'actual Estònia. Quatre anys més tard va esdevenir el cap de departament de la Universitat de Heidelberg El 1903 Kraepelin es traslladà a la Universitat de Múnic
El 1917, gràcies a una donació prèvia del banquer James Loeb, que havia estat un pacient seu, va ser fundat l'Institut Alemany per a la Recera Psiquiàtrica. També la família Rockefeller a través de la Fundació Rockefeller va fer una gran donació econòmica que va permetre inaugurar una nova seu l'any 1928.
Kraepelin va estar en contra dels tractaments bàrbars que eren prevalents en els manicomis d'aquella època. També va refusar les teories psicoanalítiques que propugnaven que la sexualitat innata o primerenca era la causa de les malalties mentals.
Al final de la seva carrera va ser un defensor aferrissat del darwinisme social i va promoure la política de la higiene racial i l'eugenèsia.

## Teories i classificació
Kraepelin va anunciar que el seu punt de vista era “clínic” i que l'nterior era “simptomàtic”. Així va classificar agrupant els centenars de categories de les malalties mentals.

### Psicosis
Kraepelin a través de la seva dicotomia kraepeliana va escindir el concepte anterior unitari de la psicosi en:
- depressió maníaca (actualment considerada com un rang de trastorns de la personalitat com la depressió clínica i el trastorn bipolar and
- dementia praecox. En el seu Lehrbuch der Psychiatrie de 1893, està ubicada entre les trastorns degeneratius però separada de la catatònia i la dementia paranoides.[7]

Un dels principis cardinals del seu mètode és reconèixer que qualsevol d'aquests símptomes pot aparèixer en, virtualment, qualsevol d'aquests trastorns.. Per exemple, no hi ha cap símptoma en la “dementia praecox” que de vegades no es pugui trobar en la depressió maníaca.
La “dementia praecox” posteriorment va ser rebatejada com esquizofrènia per part d'Eugen Bleuler.

### Personalitat psicopàtiques
Kraepelin va atribuir el que ell qualificava com “bogeria moral” principalment a una degeneració. Les teories posteriors equivalents per part de Cesare Lombroso es resumeixen com que s'ha "nascut criminal" i estan conceptualitzades com un "defecte moral".
De fet, des de 1904 Kraepelin canvià la secció "naixement criminal", a un nou capítol sobre "Personalitats psicopàtiques". Va distingir quatre tipus: els nascuts criminals (delinqüents de naixement), els mentiders patològics, les persones queixoses, i “Triebmenschen”, les persones quiades per una compulsió bàsica que inclou els rodamóns, els malgastadors,i els dipsomaníacs. Aquests apartats actualment serien considerats com trastorns de la personalitat, o en termes de Kraepelin, la psicopatia.
Kraepelin incloïa, l'any 1896, com una “condició psicopàtica”, la bogeria compulsiva, la bogeria impulsiva, l'homosexualitat, i els trastorns de l'estat d'ànim and mood disturbances.

### Malaltia d'Alzheimer
Kraepelin junt amb Alois Alzheimer, va ser el descobridor de la malaltia d'Alzheimer

### Degeneració de la raça
A partir de l'any 1903, Kraepelin va anar escrivint de temes polítics i va propsar polítiques d'eugenèsia i d'higiene racial. També va publicar alcoholisme, crim, degeneració i histèria. Kraepelin estava convençut que les institucions com el sistema educatiu i l'estat de benestar trencaven el procés de la selecció natural.
Va posar l'exemple dels jueus i “que la seva forta predisposició als trastorns mentals ens ensenya que la seva domesticació extraordinàriament avançada pot arribar a imprimir marques clares en la raça”.

## Influència
La gran contribució de Kraepelin classificant l'esquizofrènia i la depressió maníaca roman relativament desconeguda pel gran públic. En gran part això es deu a l'èxit de les teories etiològiques de Freud. Tanmateix, els fonaments de Kraepelin són la base dels grans sistemes de diagnòstic psiquiàtrics utilitzats actualment, especialment : American Psychiatric Association's DSM-IV i el sistema ICD de l'OMS.

## Somnis
Kraepelin edità la revista científica Psychologische Arbeiten, sobre psicologia experimental. Una monografia seva dins aquesta revista va titular-se Über Sprachstörungen im Traume (Sobre les pertorbacions als somnis). Kraepelin, sobre la base de l'analogia de la psicosi en els somnis, estudià durant més de 20 anys els trastorns en els somnis.